# Андрухов Ігор Григорович
Ігор Григорович Андрухов (нар. 4 березня 1981, Павлоград, Дніпропетровська обл. — пом. 8 липня 2023, Мала Токмачка, Запорізька обл.) — військовослужбовець, учасник російсько-української війни, кіборг.

## Життєпис
Народився 4 березня 1981 року у місті Павлоград Дніпропетровської області.
У молодших класах навчався у Павлоградській загальноосвітній школі № 4. Закінчив середню школу № 10 у місті Павлоград. Навчався у Павлоградському медичному училищі.
З дитинства любив спорт та мав хист до бойових мистецтв. Практикував зимове плавання, моржування. Не палив.
Строкову службу проходив у Запоріжжі, 9-й полк спеціального призначення ВВ «Гепард».
Мобілізований в липні 2014 року до 74-го окремого розвідувального батальйону. Служив сапером, допомагав знищувати нерозірвані снаряди в селах Донецької області. В жовтні 2014 року відправився захищати ДАП. Його командиром був в ДАПі був Андрій Гречанов («Рахман»). За оборону аеропорту м. Донецьк був нагороджений Пам'ятним нагрудним знаком 74-го Окремого Розвідувального Батальйону ЗСУ України.
Нагороджений грамотою за успішне проходження фахової підготовки бойового медика, сумлінне виконання службових обов'язків, плідну роботу та старанність у навчанні.
25 грудня 2015 року нагороджений орденом «За мужність» III ступеня указом президента України
Протягом часу з 10 червня 2020 року до 20 червня 2022 року брав участь в ООС на території Донецької та Луганської областей у складі розвідроти «Дике Поле», яка пізніше увійшла у склад 1 ОМБ «Вовки Да Вінчі» військової частини А 1126, а потім у склад 67-ї механізованої бригади ЗСУ.
Починаючи з 11 липня 2022 року разом із побратимами боронив с. Покровське, с. Клинове, с. Тетянівка, с. Верхньокам'янське, с Закітне, с. Володимирівка, м. Святогірськ, с. Спірне, с. Доломітне, с. Новолуганське, с. Богородичне, м. Соледар, м. Бахмут, с. Білогірське, м. Сіверськ, м. Краматорськ, с. Піски, с. Невельське, с. Нетайлове, с. Водяне, с. Вербівка, с. Яковенкове, с. Андріївка, м. Балаклія, м. Куп'янськ, с. Кіндрашівка, с. Голубівка, с. Синьківка, с. Куп'янськ-Вузловий, с. Богуславка, с. Лозова, с. Загризове, с. Нова Кругляківка, с. Піщане, с. Куземівка, с. Берестове, с. Зайцеве, с. Вершина, с. Кодема, с. Червонопопівка, с. Покровське, с. Троїцьке, с. Кам'янка.
Починаючи з 14 червня 2023 року Ігор був начальником медичного пункту Першого штурмового батальйону. Під його керівництво несло службу 11 військовослужбовців.
Кожна дорозвідка шляхів евакуації це такий самий ризик, як і сама евакуація. «Віскі», позивний Ігоря, це робив завжди сам, інколи навіть на своєму автомобілі. Брав водіїв броні й рушав на умовно безпечні домовлені з плануванням штурму точки.
Побратими кажуть: «Нас завжди обходила смерть. Неприємності від ворога були лише під час самих евакуацій. Але ми повертались цілі та неушкоджені.»
Всюди мінні поля. Сапери власноруч ризикуючи постійно життям, «прогризали» метр за метром, щоб броньовані автомобілі могли доїзжати за пораненими, а бійці могли вільно заходити на штурм також не пішки.
Має дві доньки, Єлизавету та Мілену. Був двічі одружений.

## Загибель
Загинув 8 липня 2023 на Запорізькому напрямку, поблизу населеного пункту Мала Токмачка, Запорізької області, на відході, виконуючи завдання по порятунку та евакуації поранених, Ігор з бійцями потрапили під мінометний обстріл.